# Klesno
Klesno (niem. Salzkossäthen, do 2003 r. Kleśno) – wieś sołecka o układzie ulicówki w Polsce położona w województwie lubuskim, w powiecie strzelecko-drezdeneckim, w gminie Drezdenko.
Przez miejscowość przechodzi DW160, a kończy się DW156.

## Historia
W latach 1975–1998 miejscowość administracyjnie należała do województwa gorzowskiego. Pierwotna nazwa Kleśno, stąd <w Kleśnie>, nazwa zmieniona w 2003 r.
Wieś atrakcyjna zarówno turystycznie (trasy rowerowe), jak i gospodarczo. Lasy to główny atut tej wsi. W obrębie Klesna znajduje się rezerwat przyrody Łubówko. W Kleśnie znajduje się Nadleśnictwo Smolarz.